# Jorgos Katsaros

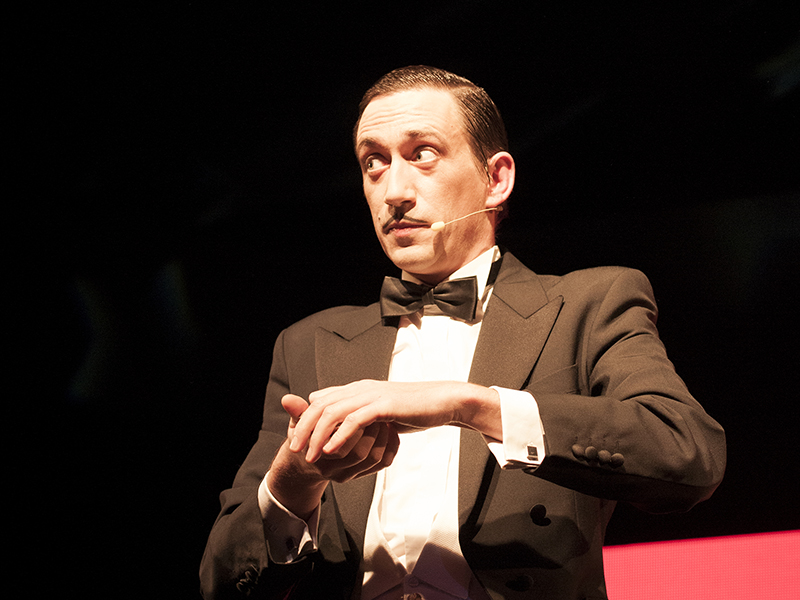
Jorgos Katsaros

Jorgos Katsaros (* 17. Dezember 1972 in Stuttgart) ist ein deutscher Zauberkünstler und Moderator griechischer Abstammung.

## Leben
Jorgos Katsaros ist in Stuttgart geboren und aufgewachsen. Im Alter von acht Jahren begann er, sich für die Zauberkunst zu interessieren. Es folgten erste Auftritte bei kleineren Feiern und Veranstaltungen. Mit 15 Jahren nahm er in Heilbronn erstmals an einem Zauberwettbewerb teil. Seit 1990 ist er Mitglied im Magischen Zirkel von Deutschland. Mittlerweile ist er ein  Moderator in deutschen Varietés und Dinnershows. Seit 2009 ist Katsaros auch als zaubertechnischer Berater für Theaterproduktionen des Landestheaters Tübingen und der Württembergischen Landesbühne Esslingen tätig.

Wettbewerbsdarbietung

## Wettbewerbe
Zusammen mit Eberhard Riese entwickelte er seine Wettbewerbsdarbietung Lupenreine Illusionen, mit der er 2000 bei den Monte-Carlo Magic Stars den Silbernen Zauberstab gewann. In dieser Darbietung zaubert Jorgos Katsaros mit magischen Lupen, mit denen er Gegenstände vergrößern und Kerzen entzünden kann. Mit dieser Darbietung wurde er dreimal für das Magic Castle in Hollywood engagiert.

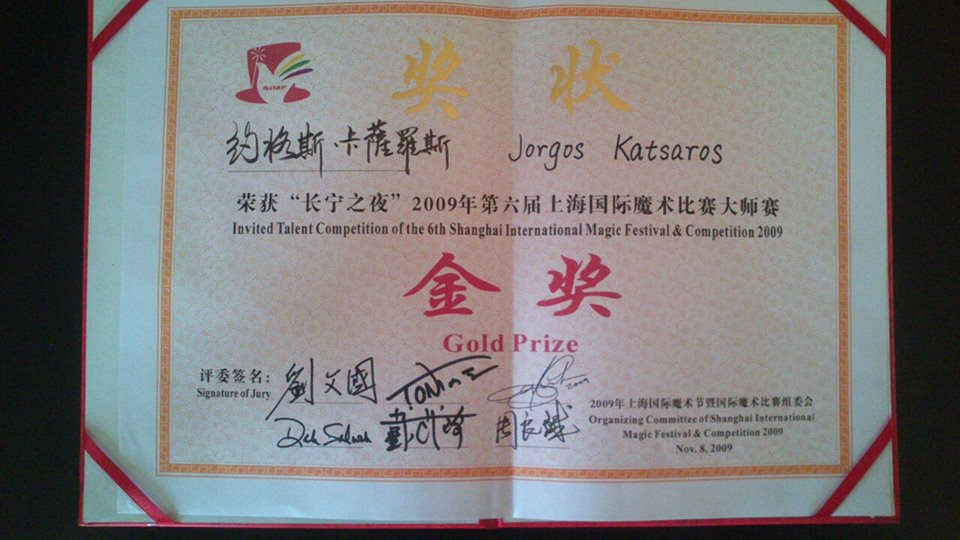
Gold Prize 6th Shanghai International Magic Festival 2009

## Auszeichnungen
- 1. Platz Manipulation, Süddeutsche Meisterschaften 1998, Aalen
- Deutscher Vizemeister Manipulation 1999, Berlin
- 3. Preis Les Anneaux Magiques 1999, Lausanne[6]
- Grand Prix Bruxelles 1999, Brüssel
- Silberner Zauberstab von Monaco 2000, Monte Carlo[7]
- Gold beim 6. Shanghai International Magic Festival[8]